# Pampilhosa da Serra
Pampilhosa da Serra és un municipi portuguès, situat al districte de Coïmbra, a la regió del Centre i a la subregió de Pinhal Interior Norte. L'any 2004 tenia 4.756 habitants. Limita al nord amb Arganil, al nord-est amb Covilhã, a l'est amb Fundão, al sud amb Oleiros i Sertã, al sud-oest amb Pedrógão Grande i a l'oest amb Góis.

## Població
| Població de concelho de Pampilhosa da Serra (1801 – 2004) | Població de concelho de Pampilhosa da Serra (1801 – 2004) | Població de concelho de Pampilhosa da Serra (1801 – 2004) | Població de concelho de Pampilhosa da Serra (1801 – 2004) | Població de concelho de Pampilhosa da Serra (1801 – 2004) | Població de concelho de Pampilhosa da Serra (1801 – 2004) | Població de concelho de Pampilhosa da Serra (1801 – 2004) | Població de concelho de Pampilhosa da Serra (1801 – 2004) | Població de concelho de Pampilhosa da Serra (1801 – 2004) |
| --------------------------------------------------------- | --------------------------------------------------------- | --------------------------------------------------------- | --------------------------------------------------------- | --------------------------------------------------------- | --------------------------------------------------------- | --------------------------------------------------------- | --------------------------------------------------------- | --------------------------------------------------------- |
| 1801                                                      | 1849                                                      | 1900                                                      | 1930                                                      | 1960                                                      | 1981                                                      | 1991                                                      | 2001                                                      | 2004                                                      |
| 3260                                                      | 4163                                                      | 12426                                                     | 13459                                                     | 13372                                                     | 7493                                                      | 5797                                                      | 5220                                                      | 4756                                                      |

## Freguesies

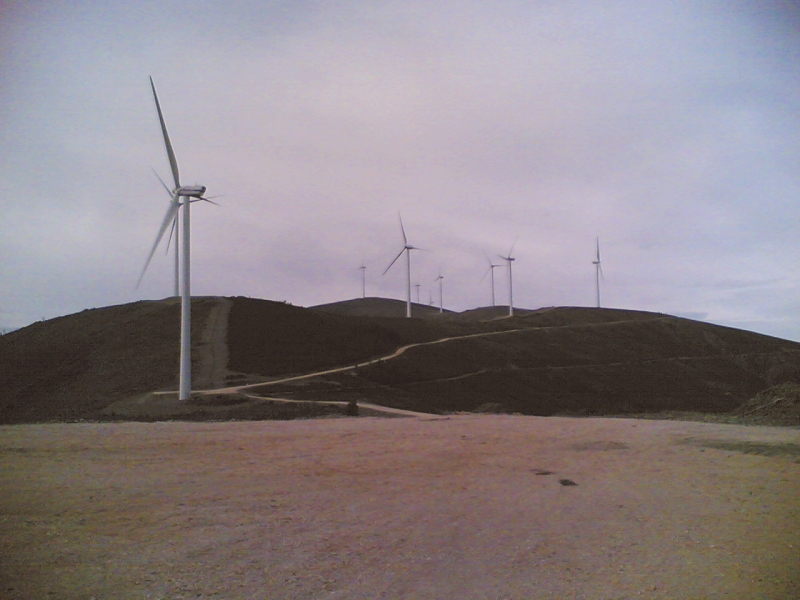
Parc eòlic a Pampilhosa da Serra, Portugal

- Cabril
- Dornelas do Zêzere
- Fajão
- Janeiro de Baixo
- Machio
- Pampilhosa da Serra
- Pessegueiro
- Portela do Fojo
- Unhais-o-Velho
- Vidual